# 张华墓
张华墓，位于中国河北省保定市张华村，为保定市徐水县的一个省级文物保护单位，类型为古墓葬，公布时间为1982年7月23日。